# آب‌انبار بالاده قدمگاه
آب‌انبار بالاده قدمگاه مربوط به دوره قاجار است و در شهرستان نیشابور، روستای بالای روستای قدمگاه واقع شده و این اثر در تاریخ ۱۹ مرداد ۱۳۸۴ با شمارهٔ ثبت ۱۲۸۷۳ به‌عنوان یکی از آثار ملی ایران به ثبت رسیده است.